# Orazio Condorelli
Orazio Condorelli (Roma, 26 maggio 1897 – 4 febbraio 1969) è stato un giurista e politico italiano.

## Biografia
Nacque a Roma, dove insegnava il padre Mario, da una famiglia di Motta Sant'Anastasia, in provincia di Catania, che tornò a Catania nel 1901.
Fratello di Luigi Condorelli, fratellastro di Ottorino De Fiore. Laureatosi in giurisprudenza a Catania nel giugno 1917, partì quindi come ufficiale di complemento nel corso della prima guerra mondiale. Nel 1925 aderì al partito nazionale fascista.
Nel 1927 ottenne la cattedra di filosofia del diritto nell'università etnea, e fu assessore al contenzioso nella giunta comunale catanese.
Fra il 1937 ed il 1943 è stato Rettore dell'Università di Catania. Arrestato nell'agosto 1943 dagli alleati, fu internato nel campo per prigionieri politici di Padula.
Fu eletto nel giugno 1946 deputato all'Assemblea Costituente nel Blocco Nazionale della Libertà e nel 1947 aderì al gruppo liberale . Fece parte della Commissione dei settantacinque incaricata di preparare il testo della nuova carta costituzionale. Rimase alla Costituente fino al 1948. Aderì al Partito Nazionale Monarchico e nel 1952 fu eletto consigliere comunale di Catania.
Fu eletto nel 1953 con il PNM senatore nella II legislatura fino al 1958, dove fu vice presidente del gruppo . Fu anche presidente nazionale del Partito democratico italiano di unità monarchica.
Preside della facoltà di giurisprudenza e prorettore, è stato Presidente della Provincia di Catania (in qualità di delegato regionale provvisorio) dal 6 dicembre 1958 al 15 ottobre 1961. Insegnò all'università di Catania fino al 1967.
Il figlio Luigi è anch'egli giurista.

## Opere
- La responsabilità senza colpa, Galatola, 1924
- Ignorantia iurius, Giannotta, 1926
- Equità e diritto, Zuccarello & Izzi, 1934
- Lezioni di filosofia del diritto, Miglia, 1953
- Scritti sul diritto e sullo Stato, Giuffrè, 1970